# Biópsia pleural
Biópsia pleural é um procedimento cirúrgico em que é realizada a remoção de pequena quantidade da pleura para estudo histopatológico.
A biópsia pleural é um procedimento cirúrgico adjuvante de extrema importância no diagnóstico das doenças da cavidade pleural.
Na doença pleural com derrame pleural é de fundamental importância na definição da doença que acomete a pleura localmente e/ou o doente de modo sistêmico.
Após a Toracocentese com a coleta do líquido pleural é realizada a classificação em:
- derrame pleural do tipo transudato
- derrame pleural do tipo exsudato

Freqüentemente, no derrame pleural do tipo transudato, não há necessidade de estudos laboratoriais adicionais, ao contrário dos derrames pleurais do tipo exsudato, que requerem a continuidade da investigação clínica para o estabelecimento do diagnóstico etiológico através da Biópsia pleural.

## Acesso cirúrgico

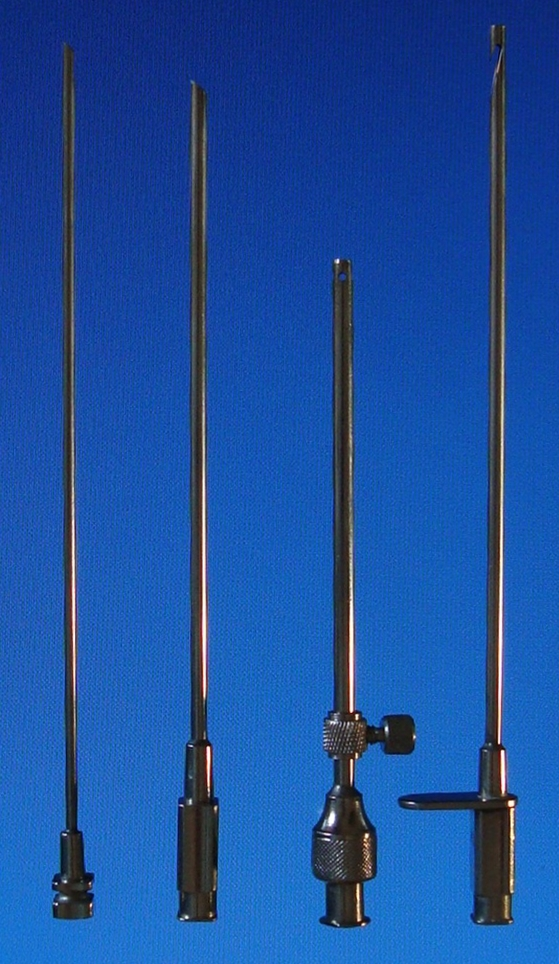
Agulha de biópsia pleural

Os fragmentos de tecido pleural podem ser obtidos por agulha ou sob visão direta através de toracoscopia ou toracotomia e serem encaminhados para a anatomia patológica.
- Biópsia pleural com agulha
- Biópsia pleural por toracoscopia ou cirurgia torácica vídeo assistida
- Biópsia pleural no intraoperatório durante toracotomia

## Cuidados com tecido pleural
Sob o ponto de vista do patologista, alguns aspectos são importantes e podem facilitar sobremaneira a análise e o diagnóstico.
Os fragmentos de biópsia de pleura obtidos para o diagnóstico diferencial dos derrames pleurais do tipo exsudato devem ser coletados de forma sistemática com o objetivo de otimizar o diagnóstico e facilitar a instituição da terapêutica adequada.
É importante que, no momento de obter o material, se tome o cuidado para não comprimir os fragmentos com pinças.

## Número de fragmentos de biópsia
Quando as biópsias são realizadas por agulha, o número ideal de fragmentos é superior a três e o tamanho de cada fragmento obtido deve ser de 3 X 1mm.

## Rotina diagnóstica e fixação do fragmento
- Cortes por congelamento. Obtidos por toracoscopia, os cortes por congelamento de porções representativas da pleura podem ser necessários em pacientes com quadros clínicos graves.
- Colorações de rotina para doenças infecciosas poderão ser feitas nos cortes por congelamento, para pesquisa de BAAR e fungos.
- Colorações Hematoxilina & Eosina. Os fragmentos de pleura devem ser acondicionados imediatamente após coleta em formalina a 10% tamponada e não precisam ser guardados em geladeira.
- Imunohistoquímica. Os fragmentos de pleura devem ser acondicionados imediatamente após coleta em formalina a 10% tamponada e não precisam ser guardados em geladeira.
- Microscopia eletrônica. Para microscopia eletrônica, os fragmentos devem ser acondicionados em glutaraldeido 2% em tampão fosfato 0,1 molar durante 2 horas, e a seguir para transporte em soro fisiológico com sacarose.
- Cultura de microorganismos. Os fragmentos deverão ser acondicionados em frascos apropriados para cultura de microorganismos fornecidos pelo Laboratório de Patologia Clínica, contendo solução específica para cultura (micobactérias, bactérias, fungos).

## Exame microscópico
Compartimentos pleurais
- Espaço vísceroparietal  (   ) Livre   (   ) Preenchido
- Tela conjuntiva submesotelial   (   ) Presente   (   ) Ausente
- Gordura submesotelial   (   ) Presente   (   ) Ausente

Reação inflamatória   (   ) Presente   (   ) Ausente
- (   ) aguda exudativa
- (   ) aguda supurativa
- (   ) tecido de granulação
- (   )  tipo artrite reumatóide
- (   ) crônica produtiva
- (   ) crônica granulomatosa

Infiltrado por mononucleares em banda na gordura submesotelial  (   ) Presente   (   ) Ausente
Vasculite   (   ) Presente   (   ) Ausente
- (   ) colagenose
- (   ) granulomatose de Wegener

Neoplasia   (   ) Presente   (   ) Ausente
- (   ) benigna
- (   ) maligna
  - Linhagem   (   ) Presente   (   ) Ausente
    - (   ) epitelial
    - (   ) mesotelial
    - (   ) mesenquimal
      - Sítio
        - (   ) primário
        - (   ) metastático

Agentes etiológicos
- (   )  infecciosos
- (   )  fungos
- (   ) tuberculose BAAR

Outros
- (   ) poeiras minerais
- (   )  asbestos

## Contraindicações
Por ser um procedimento cirúrgico, os distúrbios da coagulação são a principal contraindicação para a realização da biópsia de pleura. Portanto, não devem ser submetidos a este procedimento aqueles em uso de anticoagulantes ou com tempo de sangramento alterado.
Quando a contagem total de plaquetas for inferior a 50.000/mm3 deve-se corrigir esta plaquetopenia antes de realizar a toracocentese com biópsia pleural.
Deve-se evitar a biópsia pleural nos pacientes não colaborativos ou quando houver a presença de lesões e/ou infecções na pele.